# 新萨尔茨
新萨尔茨（德語：Neuensalz）是德国萨克森州的市镇，隶属于福格特兰县。总面积为33.49平方千米，截至2023年12月31日总人口为2,058人。